# دينيس كانيزا
دينيس رامون كانيزا أكونيا (بالإسبانية: Denis Ramón Caniza Acuña)‏ (مواليد 29 أغسطس 1974 في بيلا فيستا) لاعب كرة قدم باراغواياني يلعب حاليا لصالح نادي ليون المكسيكي .

## روابط خارجية
- دينيس كانيزا على موقع الاتحاد الدولي (مؤرشف)  (الإنجليزية)
- دينيس كانيزا على موقع قاعدة بيانات كرة القدم.إي يو (الإنجليزية)
- دينيس كانيزا على موقع ناشيونال فوتبول تيمز (الإنجليزية)
- دينيس كانيزا على موقع Soccerway.com (الإنجليزية)
- دينيس كانيزا على موقع عالم كرة القدم.نت (الإنجليزية)
- دينيس كانيزا على موقع كووورة